# Huilliécourt
Huilliécourt is een gemeente in het Franse departement Haute-Marne (regio Grand Est) en telt 143 inwoners (1999). De plaats maakt deel uit van het arrondissement Chaumont.

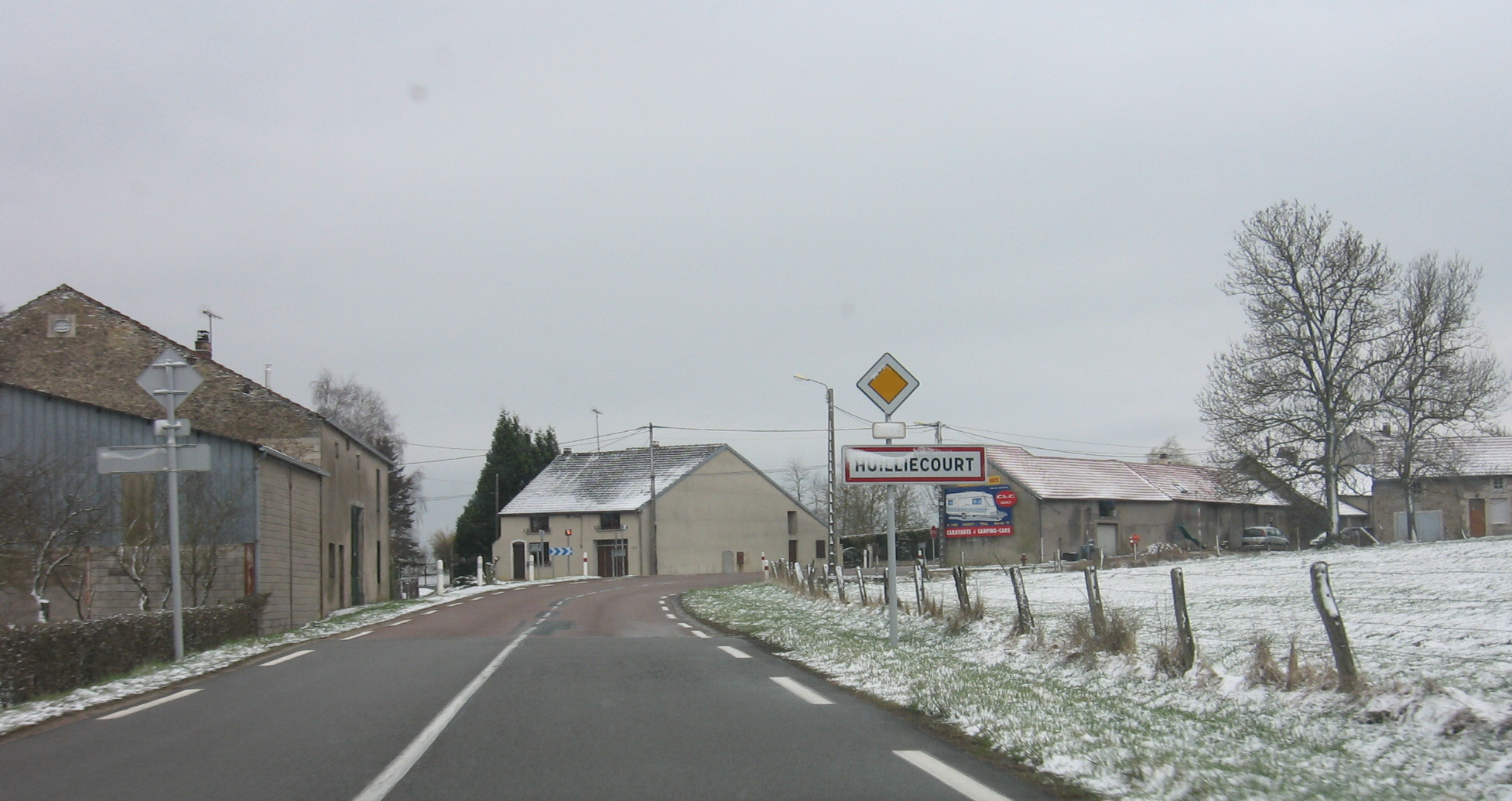
Huilliécourt

## Geografie
De oppervlakte van Huilliécourt bedraagt 8,6 km², de bevolkingsdichtheid is 16,6 inwoners per km².
De onderstaande kaart toont de ligging van Huilliécourt met de belangrijkste infrastructuur en aangrenzende gemeenten.

## Demografie
Onderstaande figuur toont het verloop van het inwonertal (bron: INSEE-tellingen).